# Tereza Vinklárková
Tereza Vinklárková (* 3. prosince 1998 Brno) je česká biatlonistka, která několikrát nastoupila v závodech Světového poháru.
Ve Světovém poháru debutovala v únoru 2020 ve vytrvalostním závodu na anterselvském Mistrovství světa. Zúčastnila se dvou mistrovství světa, kde bylo jejím nejlepším umístěním 34. místo z vytrvalostního závodu v německém Oberhofu. Jejím nejlepším individuálním umístěním ve světovém poháru je 29. místo ze sprintu v Oestersundu v sezóně 2021/22.

## Výsledky

### Olympijské hry a mistrovství světa
| Sezóna  | Akce | Místo      | SP  | SZ | HZ | IZ  | ŠT | SŠT | SZD | Věk    |
| ------- | ---- | ---------- | --- | -- | -- | --- | -- | --- | --- | ------ |
| 2019/20 | MS   | Anterselva | –   | –  | –  | 62. | –  | –   | –   | 21 let |
| 2022/23 | MS   | Oberhof    | 85. | –  | –  | 34. | 7. | –   | –   | 24 let |

Poznámka: Výsledky z olympijských her se do hodnocení světového poháru nezapočítávají, výsledky z mistrovství světa se dříve započítávaly, od mistrovství světa v roce 2023 se nezapočítávají.

### Světový pohár

#### Sezóna 2020/2021
| ČSP              | Místo                    | SP              | SZ              | HZ              | IZ              | ŠT              | SŠT             | SZD             | STŘ             |
| ---------------- | ------------------------ | --------------- | --------------- | --------------- | --------------- | --------------- | --------------- | --------------- | --------------- |
| 1.               | Kontiolahti              | nezúčastnila se | nezúčastnila se | nezúčastnila se | nezúčastnila se | nezúčastnila se | nezúčastnila se | nezúčastnila se | nezúčastnila se |
| 2.               | Kontiolahti (2)          | nezúčastnila se | nezúčastnila se | nezúčastnila se | nezúčastnila se | nezúčastnila se | nezúčastnila se | nezúčastnila se | nezúčastnila se |
| 3.               | Hochfilzen               | nezúčastnila se | nezúčastnila se | nezúčastnila se | nezúčastnila se | nezúčastnila se | nezúčastnila se | nezúčastnila se | nezúčastnila se |
| 4.               | Hochfilzen (2)           | nezúčastnila se | nezúčastnila se | nezúčastnila se | nezúčastnila se | nezúčastnila se | nezúčastnila se | nezúčastnila se | nezúčastnila se |
| 5.               | Oberhof                  | 81.             | –               | –               | –               | –               | –               | –               | 90 %            |
| 6.               | Oberhof (2)              | 90.             | –               | –               | –               | –               | –               | –               | 60 %            |
| 7.               | Anterselva               | nezúčastnila se | nezúčastnila se | nezúčastnila se | nezúčastnila se | nezúčastnila se | nezúčastnila se | nezúčastnila se | nezúčastnila se |
| 8.               | Nové Město na Moravě     | nezúčastnila se | nezúčastnila se | nezúčastnila se | nezúčastnila se | nezúčastnila se | nezúčastnila se | nezúčastnila se | nezúčastnila se |
| 9.               | Nové Město na Moravě (2) | nezúčastnila se | nezúčastnila se | nezúčastnila se | nezúčastnila se | nezúčastnila se | nezúčastnila se | nezúčastnila se | nezúčastnila se |
| 10.              | Östersund                | nezúčastnila se | nezúčastnila se | nezúčastnila se | nezúčastnila se | nezúčastnila se | nezúčastnila se | nezúčastnila se | nezúčastnila se |
| Celkové umístění | Celkové umístění         | nkl.            | –               | –               | –               | –               | –               | –               | 75 %            |
| Celkové umístění | Celkové umístění         | 0 bodů (nkl.)   |                 |                 |                 | –               | –               | –               | 75 %            |

#### Sezóna 2021/2022
| ČSP              | Místo             | SP              | SZ              | HZ              | IZ              | ŠT              | SŠT             | SZD             | STŘ             |
| ---------------- | ----------------- | --------------- | --------------- | --------------- | --------------- | --------------- | --------------- | --------------- | --------------- |
| 1.               | Östersund         | 29.             | –               | –               | 63.             | –               | –               | –               | 90 %            |
| 2.               | Östersund (2)     | 54.             | 58.             | –               | –               | –               | –               | –               | 70 %            |
| 3.               | Hochfilzen        | 52.             | 56.             | –               | –               | –               | –               | –               | 87 %            |
| 4.               | Annecy            | nezúčastnila se | nezúčastnila se | nezúčastnila se | nezúčastnila se | nezúčastnila se | nezúčastnila se | nezúčastnila se | nezúčastnila se |
| 5.               | Oberhof           | 95.             | –               | –               | –               | –               | –               | –               | 70 %            |
| 6.               | Ruhpolding        | nezúčastnila se | nezúčastnila se | nezúčastnila se | nezúčastnila se | nezúčastnila se | nezúčastnila se | nezúčastnila se | nezúčastnila se |
| 7.               | Anterselva        | nezúčastnila se | nezúčastnila se | nezúčastnila se | nezúčastnila se | nezúčastnila se | nezúčastnila se | nezúčastnila se | nezúčastnila se |
| 8.               | Kontiolahti       | nezúčastnila se | nezúčastnila se | nezúčastnila se | nezúčastnila se | nezúčastnila se | nezúčastnila se | nezúčastnila se | nezúčastnila se |
| 9.               | Otepää            | nezúčastnila se | nezúčastnila se | nezúčastnila se | nezúčastnila se | nezúčastnila se | nezúčastnila se | nezúčastnila se | nezúčastnila se |
| 10.              | Holmenkollen-Oslo | nezúčastnila se | nezúčastnila se | nezúčastnila se | nezúčastnila se | nezúčastnila se | nezúčastnila se | nezúčastnila se | nezúčastnila se |
| Celkové umístění | Celkové umístění  | 76.             | nkl.            | –               | nkl.            | –               | –               | –               | 81 %            |
| Celkové umístění | Celkové umístění  | 12 bodů (94.)   |                 |                 |                 | –               | –               | –               | 81 %            |

#### Sezóna 2022/2023
| ČSP              | Místo                | SP              | SZ              | HZ              | IZ              | ŠT              | SŠT             | SZD             | STŘ             |
| ---------------- | -------------------- | --------------- | --------------- | --------------- | --------------- | --------------- | --------------- | --------------- | --------------- |
| 1.               | Kontiolahti          | nezúčastnila se | nezúčastnila se | nezúčastnila se | nezúčastnila se | nezúčastnila se | nezúčastnila se | nezúčastnila se | nezúčastnila se |
| 2.               | Hochfilzen           | nezúčastnila se | nezúčastnila se | nezúčastnila se | nezúčastnila se | nezúčastnila se | nezúčastnila se | nezúčastnila se | nezúčastnila se |
| 3.               | Annecy               | nezúčastnila se | nezúčastnila se | nezúčastnila se | nezúčastnila se | nezúčastnila se | nezúčastnila se | nezúčastnila se | nezúčastnila se |
| 4.               | Pokljuka             | nezúčastnila se | nezúčastnila se | nezúčastnila se | nezúčastnila se | nezúčastnila se | nezúčastnila se | nezúčastnila se | nezúčastnila se |
| 5.               | Ruhpolding           | nezúčastnila se | nezúčastnila se | nezúčastnila se | nezúčastnila se | nezúčastnila se | nezúčastnila se | nezúčastnila se | nezúčastnila se |
| 6.               | Anterselva           | nezúčastnila se | nezúčastnila se | nezúčastnila se | nezúčastnila se | nezúčastnila se | nezúčastnila se | nezúčastnila se | nezúčastnila se |
| 7.               | Nové Město na Moravě | 75.             | –               | –               | –               | –               | –               | –               | 70 %            |
| 8.               | Östersund            | –               | –               | –               | 92.             | –               | –               | –               | 55 %            |
| 9.               | Holmenkollen         | 89.             | zruš.           | –               | –               | –               | –               | –               | 70 %            |
| Celkové umístění | Celkové umístění     | nkl.            | –               | –               | nkl.            | –               | –               | –               | 74 %            |
| Celkové umístění | Celkové umístění     | nkl.            |                 |                 |                 | –               | –               | –               | 74 %            |

#### Sezóna 2023/2024
| ČSP              | Místo             | SP              | SZ              | HZ              | IZ              | ŠT              | SŠT             | SZD             |
| ---------------- | ----------------- | --------------- | --------------- | --------------- | --------------- | --------------- | --------------- | --------------- |
| 1.               | Östersund         | 91.             | –               | ×               | 70.             | –               | –               | –               |
| 2.               | Hochfilzen        | 75.             | –               | ×               | ×               | –               | ×               | ×               |
| 3.               | Lenzerheide       | 76.             | –               | –               | ×               | ×               | ×               | ×               |
| 4.               | Oberhof           | nezúčastnila se | nezúčastnila se | nezúčastnila se | nezúčastnila se | nezúčastnila se | nezúčastnila se | nezúčastnila se |
| 5.               | Ruhpolding        | nezúčastnila se | nezúčastnila se | nezúčastnila se | nezúčastnila se | nezúčastnila se | nezúčastnila se | nezúčastnila se |
| 6.               | Anterselva        | nezúčastnila se | nezúčastnila se | nezúčastnila se | nezúčastnila se | nezúčastnila se | nezúčastnila se | nezúčastnila se |
| 8.               | Oslo-Holmenkollen | nezúčastnila se | nezúčastnila se | nezúčastnila se | nezúčastnila se | nezúčastnila se | nezúčastnila se | nezúčastnila se |
| 9.               | Soldier Hollow    | nezúčastnila se | nezúčastnila se | nezúčastnila se | nezúčastnila se | nezúčastnila se | nezúčastnila se | nezúčastnila se |
| 10.              | Canmore           | nezúčastnila se | nezúčastnila se | nezúčastnila se | nezúčastnila se | nezúčastnila se | nezúčastnila se | nezúčastnila se |
| Celkové umístění | Celkové umístění  | nkl.            | –               | –               | nkl.            | –               | –               | –               |
| Celkové umístění | Celkové umístění  | nkl.            |                 |                 |                 | –               | –               | –               |

#### Sezóna 2024/2025
| ČSP              | Místo                | SP              | SZ              | HZ              | IZ              | ŠT              | SŠT             | SZD             |
| ---------------- | -------------------- | --------------- | --------------- | --------------- | --------------- | --------------- | --------------- | --------------- |
| 1.               | Kontiolahti          | nezúčastnila se | nezúčastnila se | nezúčastnila se | nezúčastnila se | nezúčastnila se | nezúčastnila se | nezúčastnila se |
| 2.               | Hochfilzen           | nezúčastnila se | nezúčastnila se | nezúčastnila se | nezúčastnila se | nezúčastnila se | nezúčastnila se | nezúčastnila se |
| 3.               | Annecy               | nezúčastnila se | nezúčastnila se | nezúčastnila se | nezúčastnila se | nezúčastnila se | nezúčastnila se | nezúčastnila se |
| 4.               | Oberhof              | nezúčastnila se | nezúčastnila se | nezúčastnila se | nezúčastnila se | nezúčastnila se | nezúčastnila se | nezúčastnila se |
| 5.               | Ruhpolding           | nezúčastnila se | nezúčastnila se | nezúčastnila se | nezúčastnila se | nezúčastnila se | nezúčastnila se | nezúčastnila se |
| 6.               | Anterselva           | 81.             | –               | ×               | ×               | 11.             | ×               | ×               |
| 7.               | Nové Město na Moravě | 80.             | –               | ×               | ×               | –               | ×               | ×               |
| 8.               | Pokljuka             | ×               | ×               | –               | 64.             | ×               | –               | –               |
| 9.               | Oslo-Holmenkollen    | nezúčastnila se | nezúčastnila se | nezúčastnila se | nezúčastnila se | nezúčastnila se | nezúčastnila se | nezúčastnila se |
| Celkové umístění | Celkové umístění     | nkl.            | –               | –               | nkl.            | 10.             | –               | –               |
| Celkové umístění | Celkové umístění     | nkl.            |                 |                 |                 | 10.             | –               | –               |

### Juniorská mistrovství
| Sezóna  | D   | Místo       | SP  | SZ  | IZ  | ŠT | Věk    |
| ------- | --- | ----------- | --- | --- | --- | -- | ------ |
| 2017/18 | MSJ | Otepää      | 30. | 21. | 47. | 7. | 19 let |
| 2019/20 | MSJ | Lenzerheide | 6.  | 13. | 5.  | 5. | 21 let |